# FC Lokomotíva Košice
Le Lokomotive Košice est un club slovaque de football basé à Košice.

## Historique
- 1946 - fondation du club sous le nom de SK Zelezniciari Košice
- 1946 - fusion de SK Sparta Kosice et SK Zelezniciari Sparta Košice
- 1949 - fusion du Dynamo Košice et Sokol Dynamo CSD Košice
- 1952 - DSO Lokomotive Košice
- 1956 - TJ Lokomotive Košice
- 1965 - fusion de TJ VSZ Kosice et TJ Lokomotive VSZ Kosice
- 1967 - fin de fusion de TJ Lokomotive Košice et TJ VSZ Košice
- 1990 - FK Lokomotive Košice
- 1994 - FK Lokomotive Energogas Košice
- 1999 - FK Lokomotive PCSP Košice

## Bilan sportif

### Palmarès
- Coupe de Tchécoslovaquie 
  - Vainqueur : 1977, 1979
  - Finaliste : 1985

- Coupe de Slovaquie
  - Vainqueur : 1977, 1979, 1985
  - Finaliste : 1992

- Coupe européenne des chemins de fer :
  - Finaliste : 1976, 1979 et 1983.

### Bilan européen
Note : dans les résultats ci-dessous, le score du club est toujours donné en premier
| Saison    | Compétition      | Tour                | Club             | Domicile | Extérieur | Total             |
| --------- | ---------------- | ------------------- | ---------------- | -------- | --------- | ----------------- |
| 1977-1978 | Coupe des coupes | Seizièmes de finale | Östers IF        | 0 - 0    | 2 - 2     | 2E - 2            |
| 1977-1978 | Coupe des coupes | Huitièmes de finale | Austria Vienne   | 1 - 1    | 0 - 0     | 1 - 1E            |
| 1978-1979 | Coupe UEFA       | Premier tour        | AC Milan         | 1 - 0 ap | 0 - 1     | 1 - 1 (6 - 7 tab) |
| 1979-1980 | Coupe des coupes | Seizièmes de finale | Wacker Innsbruck | 2 - 1    | 1 - 0     | 3 - 1             |
| 1979-1980 | Coupe des coupes | Huitièmes de finale | NK Rijeka        | 2 - 0    | 0 - 3     | 2 - 3             |

Légende
- Victoire ou qualification pour le tour suivant
- Match nul
- Défaite ou élimination de la compétition

## Ancien Logo

TJ VSS Kosice

## Anciens joueurs
- Jan Pivarnik
- Stanislav Seman